# David Drew (homme politique)
David Elliott Drew (né le 13 avril 1952) est un homme politique travailliste britannique qui est député pour Stroud de 1997 à 2010, et de 2017 à 2019.

## Jeunesse
Drew est né dans le Gloucestershire, fils d'un comptable, et fait ses études à la Kingsfield School, Kingswood avant de fréquenter l'Université de Nottingham où il obtient un Bachelor of Arts en économie en 1974 et l'Université de Birmingham où il obtient le titre de enseignant et son certificat d'études supérieures en éducation en 1976. Il étudie à l'École polytechnique de Bristol, obtenant une maîtrise en études historiques en 1988 puis une maîtrise en éducation de l'Université de l'Ouest de l'Angleterre en 1994.
Drew commence sa carrière professionnelle dans l'éducation en tant qu'enseignant au Princethorpe College de Rugby, dans le Warwickshire en 1976, avant de partie en 1978 pour enseigner à la St Michael's School de Stevenage, dans le Hertfordshire. En 1982, il retourne dans son Gloucestershire natal et enseigne à la Maidenhill School de Stonehouse, avant de rejoindre la Dene Magna Community School à Mitcheldean dans la forêt de Dean. Tout au long de sa carrière d'enseignant, il est membre de la National Association of Schoolmasters Union of Women Teachers et est secrétaire de branche de 1984 à 1986. En 1986, il devient maître de conférences en éducation à l'Université de West England, où il reste jusqu'à son élection à Westminster en 1997, et reste membre de l'University and College Union.

## Carrière politique
Drew est élu conseiller du conseil municipal de Stevenage dans le Hertfordshire pendant un an en 1981, et est élu conseiller du conseil de district de Stroud en 1987, où il exerce ses fonctions jusqu'en 1995. Il est également élu au conseil municipal de Stonehouse en 1987. Il est aussi conseiller au conseil du comté de Gloucestershire en 1992, se retirant après son élection au Parlement. Il est élu secrétaire du parti travailliste de la circonscription de Stroud pendant un an en 1992. Il est également membre d'UNISON depuis 1990.
Drew se présente à Stroud aux élections générales de 1992, plaçant le parti travailliste à la deuxième place devant le candidat libéral-démocrate, mais derrière le conservateur sortant, Roger Knapman, avec 13 405 voix. Cependant, il réussit à prendre le siège de Knapman aux élections générales de 1997 avec une majorité de 2 910 voix sur une variation de + 10,8 %. Réélu aux élections de 2001 et 2005, il reste député de Stroud jusqu'en 2010.

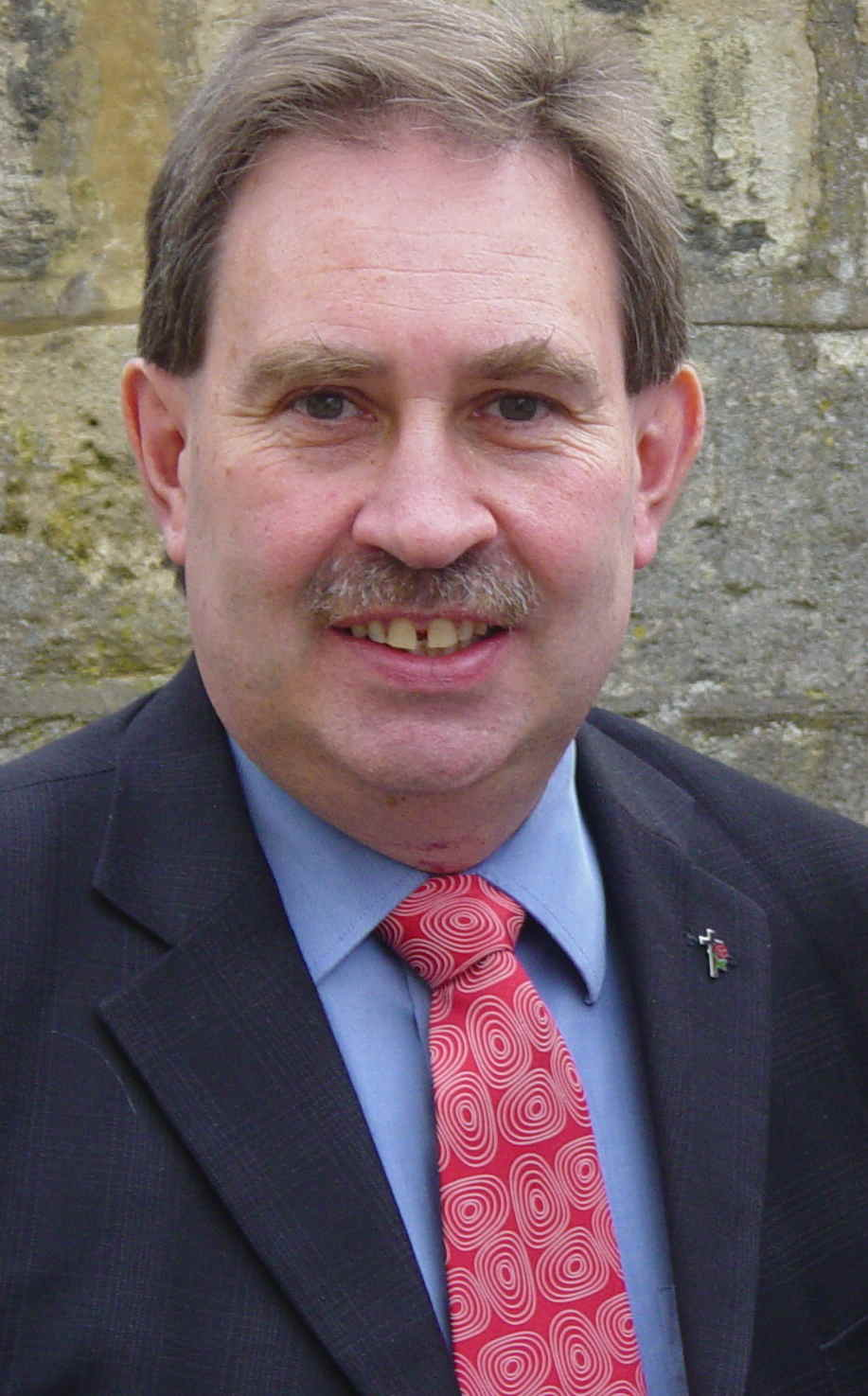
Drew en 2009

Drew prononce son premier discours le 17 juin 1997. Il est réélu aux élections générales de 2001, mais avec une majorité étroite de seulement 350 voix aux élections générales de 2005.
Drew est identifié par le journal The Herald à Glasgow après les élections de 2005 comme l'un des plus fréquents rebelles travaillistes d'arrière-ban, s'étant « rebellé » à la fois contre la guerre en Irak et la législation antiterroriste lors du parlement de 2001 . Sa position eurosceptique ferme est également en contradiction avec les vues pro-européennes des principaux membres du gouvernement New Labour . Membre du Socialist Campaign Group, il soutient John McDonnell aux élections de 2007 à la direction du Parti travailliste.
Lors des élections générales de 2010, il perd par 1 299 voix (2,0 %) contre le conservateur Neil Carmichael qui obtient 40,8 % des voix, le libéral-démocrate Dennis Andrewartha en prenant 15,4 %. Malgré la défaite, il remporte plus de voix qu'aux élections de 2005.
Aux élections locales de 2011, Drew est élu au conseil de district de Stroud pour Farmhill et Paganhill, recueillant 63,9 % des voix.
Il se présente comme candidat travailliste pour Stroud aux élections générales de 2015, mais est battu. Il se représente aux élections générales de 2017 et l'emporte avec une augmentation de 9,3%, obtenant une étroite majorité de 687 voix sur les conservateurs avec un taux de participation de 77%. Après son retour aux Communes, il est nommé ministre de l'Agriculture fantôme et des Affaires rurales le 3 juillet 2017 par le leader travailliste Jeremy Corbyn,.
Bien qu'autrefois eurosceptique, en février 2019, Drew prononce un discours contre l'accord de la Première ministre Theresa May de quitter l'UE, affirmant qu'il craint que le Brexit ne devienne « l'une des plus grandes catastrophes de politique intérieure que ce pays ait connues ». Il le compare à la guerre en Irak de 2003 comme l'un des plus grands désastres de la politique étrangère du pays. Il perd son siège pour la deuxième fois aux élections générales de 2019  suite d'une campagne très médiatisée de la candidate verte Molly Scott Cato.

## Vie privée
Drew est marié à sa seconde épouse Anne Baker depuis 1990 et a deux filles et deux fils. Ils vivent à Stonehouse. Il est végétarien depuis plus de 40 ans.[Quand ?]
Il est nommé président de Forest Green Rovers en mai 2010, puis devient vice-président. Il démissionne de son poste lors de sa réélection à la Chambre des communes en juin 2017 .